# Monakijscy arcymistrzowie szachowi
Lista monakijskich szachistów, posiadających tytuły arcymistrzów (GM) i arcymistrzyń (WGM), zarówno w grze klasycznej, korespondencyjnej, kompozycji szachowej, jak i w rozwiązywaniu zadań szachowych oraz tytuły arcymistrzów honorowych (HGM), przyznawanych za osiągnięcia w przeszłości. Obejmuje także zawodników, którzy barwy Monako reprezentowali tylko w pewnym okresie swojego życia.

## Szachy klasyczne

### arcymistrzowie
| Zawodnicy            | Rok urodzenia | Rok śmierci | Rok nadania | Uwagi                           |
| -------------------- | ------------- | ----------- | ----------- | ------------------------------- |
| Algimantas Butnorius | 1946          | 2017        | 2007        | wcześniej Litwa                 |
| Igor Jefimow         | 1960          |             | 1993        | wcześniej ZSRR, Gruzja i Włochy |
| David Marciano       | 1969          |             | 1998        | wcześniej Francja               |